# Torneo di Wimbledon 1985
Il Torneo di Wimbledon 1985 è stata la 99ª edizione del Torneo di Wimbledon e seconda prova stagionale dello Slam per il 1985. Si è giocato sui campi in erba dell'All England Lawn Tennis and Croquet Club di Wimbledon a Londra, in Gran Bretagna dal 24 giugno al 7 luglio 1985.

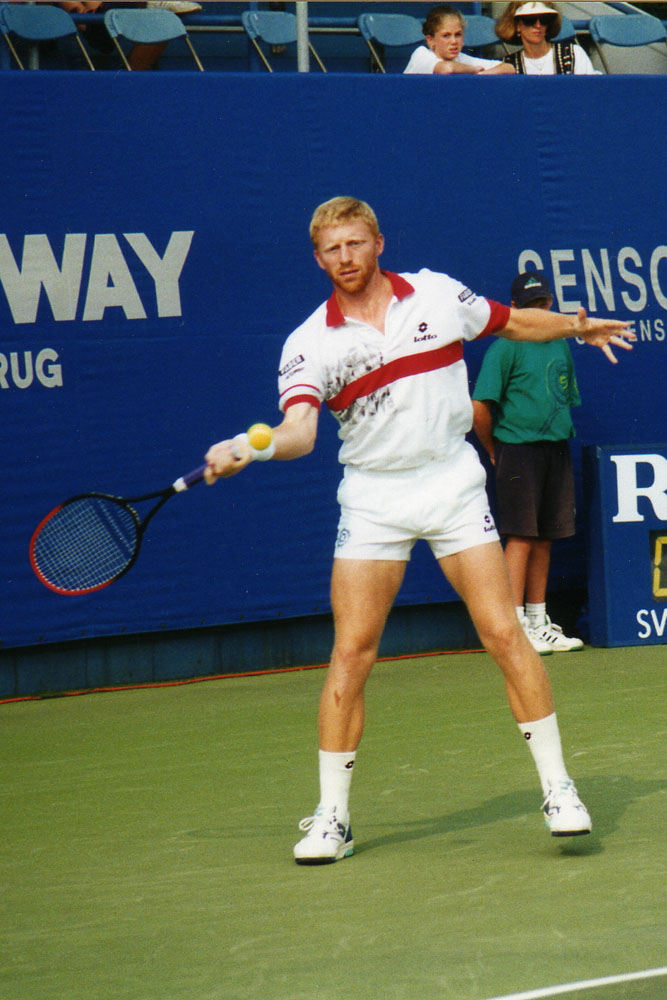
Boris Becker è Il più giovane vincitore del torneo di Wimbledon

## Risultati

### Singolare maschile
Boris Becker ha battuto in finale  Kevin Curren con il punteggio di 6–3, 6(4)–7, 7–6(3), 6–4.

### Singolare femminile
Martina Navrátilová ha battuto in finale  Chris Evert con il punteggio di 4–6, 6–3, 6–2.

### Doppio maschile
Heinz Günthardt /  Balázs Taróczy hanno battuto in finale  Pat Cash /  John Fitzgerald con il punteggio di 6–4, 6–3, 4–6, 6–3.

### Doppio femminile
Kathy Jordan /  Elizabeth Smylie hanno battuto in finale  Martina Navrátilová /  Pam Shriver con il punteggio di 5–7, 6–3, 6–4.

### Doppio misto
Paul McNamee /  Martina Navrátilová hanno battuto in finale  John Fitzgerald /  Elizabeth Smylie con il punteggio di 7–5, 4–6, 6–2.

## Junior

### Singolare ragazzi
Leonardo Lavalle ha battuto in finale  Eduardo Vélez con il punteggio di 6–4, 6–4.

### Singolare ragazze
Andrea Holíková ha battuto in finale  Jenny Byrne con il punteggio di 7–5, 6–1.

### Doppio ragazzi
Agustín Moreno /  Jaime Yzaga hanno battuto in finale  Petr Korda /  Cyril Suk con il punteggio di 7–6(3), 6–4.

### Doppio ragazze
Louise Field /  Janine Thompson hanno battuto in finale  Elna Reinach /  Julie Richardson con il punteggio di 6–1, 6–2.